# خنشار أنثى
خنشار أُنثى (الاسم العلمي Athyrium filix-femina)، أرومته مُحضوضرة وغليظة من فصيلة السرخسيات، تحمل أوراقًا في باقاتٍ تعلو من 50 إلى 120 سم، وهي مرطاء، طويلة الأعناق. عُنُق الورقة مُخضر اللون، في قسمه السفلي أوبار حرشفيه بنية اللون. وريقاتها عديدة، مُتطاوِلة، مزدوجة التقطيع الرَّيشيّ. الصُرّات متطاولة الشكل ومن ثم مستديرة.
كان ريزوم الخنشار الأنثى يُستعمل في الماضي، بالتنافس مع ريزوم السرخس الذكر. وهناك سرخس (أنثى) آخر، يُسمى ديشارٍ، ولكنهما نوعان خاليان من النشاط الطبي العلاجي. وكان الديشار مُسجلًا في دستور أدوية 1818.
يُثمر في الصيف في الأراضي الصوانية الرطبة. انتشاره الجغرافي، آسيا أوروبا، شمال أفريقيا، البيرو، جاوة، مناطق المحيط الأطلسي، أمريكا الشمالية.

## الروابط الخارجية
- Germplasm Resources Information Network: Athyrium filix-femina
- Plants for a Future: Athyrium filix-femina